# Selety
Selety nebo Silety (rusky Селеты nebo Силеты) je řeka v Akmolské oblasti v Kazachstánu. Je 407 km dlouhá. Povodí má rozlohu 18 500 km² včetně bezodtokých sníženin.

## Průběh toku
Pramení na severu Kazašské pahorkatiny a teče po Západosibiřské rovině. Ztrácí se v pobřežních bažinách jezera Seletyteniz. Při vysokých vodních stavech dotéká až do jezera. V tomto období proteče řekou 95 % jejího ročního průtoku.

## Vodní režim
Zdroj vody je sněhový. Průměrný roční průtok vody u vesnice Ilinskoe je 5,8 m³/s. V létě hladina klesá a řeka se rozpadá na jezírka s mírně slanou vodou. Zamrzá na konci října až na začátku listopadu a rozmrzá na konci března až v první polovině dubna. Na mnohých místech v zimě promrzá až ke dnu.

## Využití
Voda se využívá k zásobování vodou a zavlažování.